# Paris Berelc
Paris MaryJo Berelc (Milwaukee, 29 dicembre 1998) è un'attrice e modella statunitense.

## Biografia
Paris è nata il 29 dicembre 1998 ed è cresciuta nella periferia di Milwaukee in Wisconsin, è franco-canadese, di origine europea e filippina. Vive a Los Angeles con la sua famiglia e le sorelle Bless, Jolie e Skye.

### Carriera
Fu scoperta a nove anni dall'agenzia di moda Ford Models, apparve così in centinaia di pubblicità e poster per Kohl's, Boston Store, Sears e K-mart, tutte catene di grandi magazzini. Apparve anche sulla copertina della rivista American Girl nel numero di novembre/dicembre 2009. Nel 2010, a dodici anni, iniziò a prendere lezioni di recitazione a Chicago presso l'Acting Studio.
Due anni più tardi, nel 2012, i genitori decisero di trasferirsi a Los Angeles per farle intraprendere la carriera d'attrice. Iniziò la sua carriera d'attrice solo nel 2013.
Dal 2013 Paris Berelc è la protagonista della serie Disney XD Mighty Med - Pronto soccorso eroi, serie che è stata rinnovata per una seconda stagione, in onda dal 20 ottobre 2014.
Il 9 gennaio 2015 Paris annuncia di essere protagonista del film Disney per la televisione Invisible Sister (nel ruolo di Molly), insieme a Rowan Blanchard.
Nel 2020 termina la serie più conosciuta della sua carriera, Alexa & Katie. È stata un grande successo in tutto il mondo, essendo rimasta per mesi prima nella categoria delle serie Tv di Netflix.

## Filmografia

### Cinema
- Morte tra i banchi, regia di Danny J. Boyle (2018)
- Tall Girl, regia di Nzingha Stewart (2019)
- Hubie Halloween, regia di Steven Brill (2020)
- Do Revenge, regia di Jennifer Kaytin Robinson (2022)

### Televisione
- Health Corner – serie TV, 1 episodio (2012)
- Mighty Med - Pronto soccorso eroi (Mighty Med) – serie TV, 44 episodi (2013-2015)
- Mia sorella è invisibile! (Invisible Sister), regia di Paul Hoen – film TV (2015)
- Lab Rats: Elite Force – serie TV, 15 episodi (2016)
- WTH: Welcome to Howler – serie TV, 6 episodi (2016)
- I Thunderman (The Thundermans) – serie TV, 1 episodio (2017)
- Alexa & Katie – serie TV, 31 episodi (2018-2020)
- The Crew – serie TV, 5 episodi (2021)

## Doppiatrici italiane
Nelle versioni in italiano dei suoi film, Paris Berelc è stata doppiata da:
- Martina Felli in Mighty Med - Pronto soccorso eroi, Lab Rats: Elite Force
- Lucrezia Marricchi in Alexa & Katie, Do Revenge
- Giulia Franceschetti in Mia sorella è invisibile!